# Bachotek (lac)
Le Bachotek est un lac polonais, situé à 6 km de la ville de Brodnica, dans le parc naturel de Brodnica (Brodnicki Park Krajobrazowy).
L'Université Nicolas-Copernic, de Toruń, y possède un complexe de bâtiments, destiné à l'accueil de séminaires. Le groupe polonais d'utilisateurs de TeX y organise une rencontre annuelle appelée, en toute logique, BachoTeX.